# Cromatina sal y pimienta

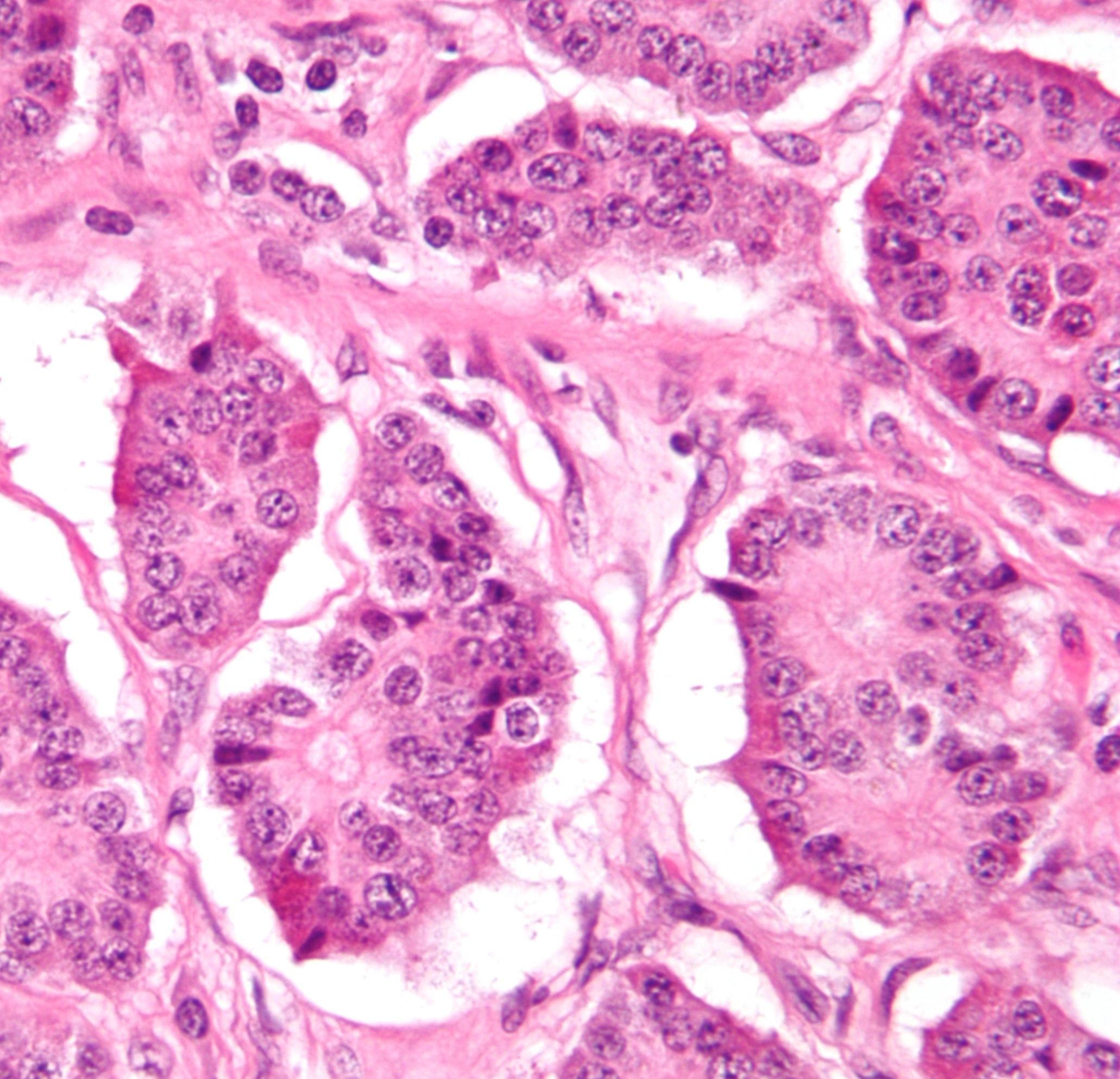
Tumor neuroendocrino del intestino delgado con cromatina sal y pimienta, revelada mediante tinción hematoxilina-eosina.

En patología, la cromatina sal y pimienta, también conocida como núcleos sal y pimienta y cromatina punteada, se refiere a núcleos celulares de cromatina que al microscopio revelan morfología granular.
Típicamente, la cromatina sal y pimienta ocurre en tumores endocrinos tales como el cáncer medular tiroideo y tumores neuroendocrinos, así como en feocromocitomas.

## Imágenes adicionales

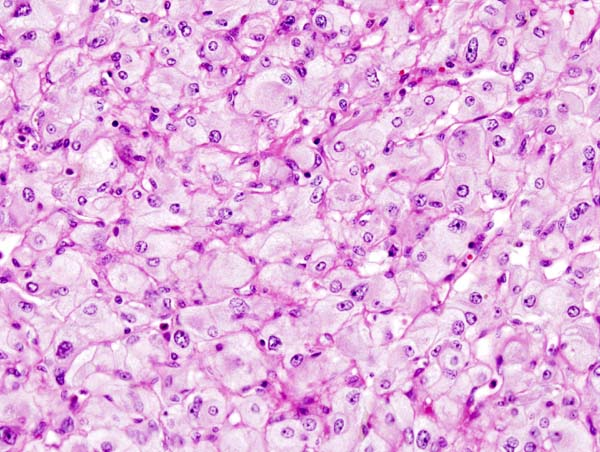
Cromatina granular fina en feocromocitoma revelada por tinción hematoxilina-eosina.
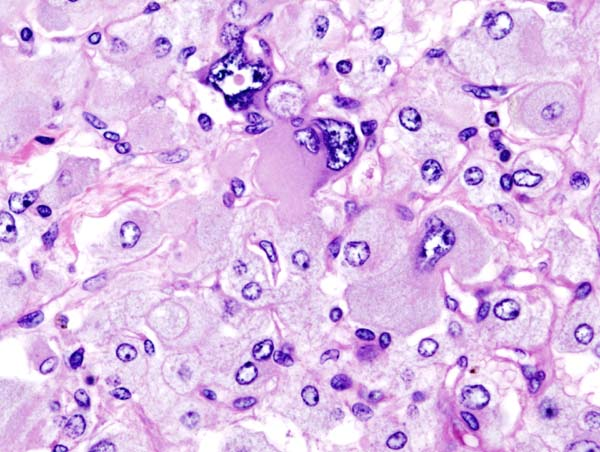
Feocromocitoma que muestra cromatina granular fina (mediante tinción hematoxilina-eosina).
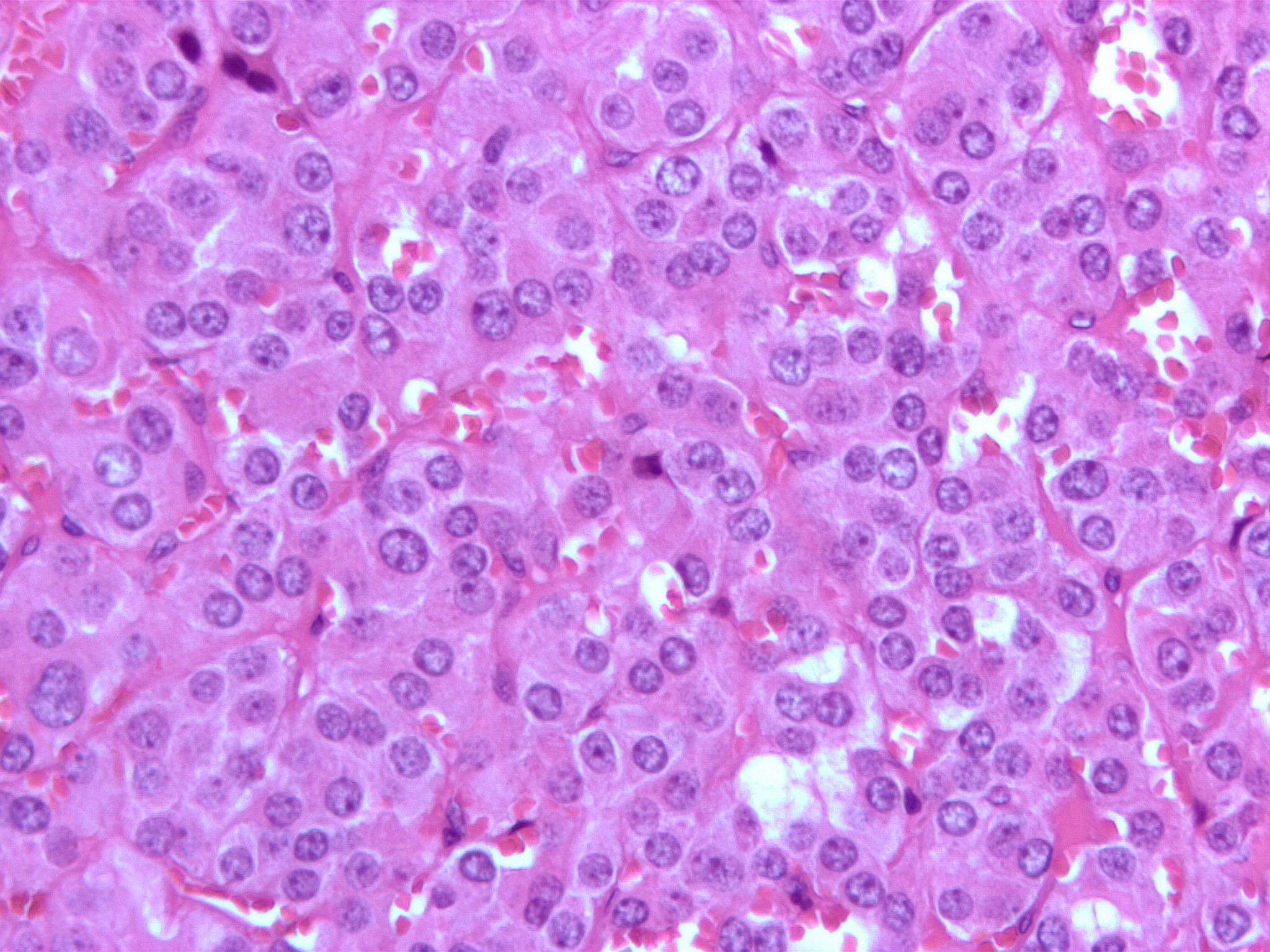
Cromatina sal y pimienta (feocromocitoma), manifiesta mediante tinción hematoxilina-eosina.